# Борис Шивачев
Борис Константинов Шивачев е български писател, критик и публицист.

## Биография
Борис Шивачев е роден на 11 март 1902 г. в Плевен в семейството на офицер, който по служба се премества със семейството си в Ловеч. Там Борис завършва Общинската гимназия (1920).
През 1920 г. заминава за Южна Америка. Живее в Аржентина и Чили. Издържа се с обща работа в селското стопанство и добивната индустрия – хамалин, металоработник, чертожник, зидар, работник на нефтен кладенец. Завръща се в Европа тежко болен от туберкулоза през 1924 г. Живее в Амстердам, Брюксел, Париж, Марсилия, Истанбул. Завръща се Ловеч през 1925 г.
Занимава се с литературно творчество. Издава сборник с разкази и очерци на аржентинска тематика „Сребърната река“ (1926, Ловеч). Сътрудничи със статии на в. „Развигор“.
Установява се в София и в Свободния университет за политически и стопански науки (днес УНСС) записва да следва дипломация и консулство (1927). Едновременно работи като служител.
Преводач от испански език и сътрудник като критик в литературни списания (псевдонимът му е Борислав Витски).
Сред новите му произведения по-известни са романът „Изобретателят (Бележките на Иван Бистров)“, издаден през 1931 г. и преиздаден отново през 1992 г., и сборникът разкази „Писма от Южна Америка“ (1932).
Умира на 30 години през 1932 г.

## Посмъртно признание
През 1947 г. излиза от печат „Възпоменателен сборник Борис Шивачев“ под редакцията на П. Русев и Н. Йовчев. Аржентинските му разкази са издадени посмъртно под общо заглавие „Космополитизъм и литература“ (1947). Неговите „Избрани произведения“ са публикувани през 1973 г., а „Четири години в Аржентина“ през 1993 г. В критическата литература е популярен като „българския Джек Лондон“.
През 2012 г. е организирана конференцията „Феноменът Америка в българската литература – от романтиката до гротеската и по-нататък“ (110 години от рождението на Борис Шивачев и Светослав Минков)“.
Неговото име носят улици в Плевен и Пловдив.